# 워 이베이젼
《워 이베이젼》(영어: Escape and Evasion)은 오스트레일리아에서 제작된 스톰 애시우드 감독의 2019년 전쟁, 액션 영화이다.

## 출연

### 주연
- 피래스 디라니 : 웰쉬 역
- 조시 맥콘빌 : 세스 역

### 조연
- 보니 스빈 : 레베카 역
- 휴 셰리던 : 조쉬 역
- 스티브 르 마르퀀드 : 칼 보디 역
- 레나 오웬 : 미셸 페니쇼 역